# Mensa (exogeologia)
Mensa, plural mensae, abreviatura MN, és un terme llatí que significa literalment «taula» (l'arrel és la mateixa que la paraula castellana «mesa»). L'expressió s’utilitza habitualment en exogeologia per descriure formacions geològiques presents en planetes o altres cossos celestes similars, que són petits altiplans amb cims plans i horitzontals i que estan envoltats per penya-segats de pendents especialment pronunciades. S’han observat estructures similars a Mart i al satèl·lit Io de Júpiter. Alguns exemples famosos són l'Aeolis Mensae i el Nepenthes Mensae, tots dos a la part sud d'Elysium Planitia.